# Marie-Madeleine Guimard
Marie-Madeleine Guimard (ur. przed 27 grudnia 1743 w Paryżu, zm. 4 maja 1816 tamże) – francuska tancerka baletowa.
W latach 1766–1789 była primabaleriną paryskiej opery. Wykonywała głównie partie charakterystyczne, m.in. w baletach z choreografią Jeana-Georges Noverre'a - m.in. Creuza w Medei i Jazonie J. Rodolphe'a.